# Greenville (Illinois)
Greenville – miasto w Stanach Zjednoczonych, w stanie Illinois, w hrabstwie Bond. Jest stolicą hrabstwa.

## Geografia
Miasto zajmuje powierzchnię 13,5 km², całość stanowi ląd.

## Demografia
Według spisu z 2000 roku miasto zamieszkiwało 6 955 osób skupionych w 2 019 gospodarstwach domowych, tworzących 1 280 rodzin. Gęstość zaludnienia wynosiła 516,4 osoby/km². W mieście znajdowały się 2 171 budynki mieszkalne, a ich gęstość występowania wynosiła 161,2 mieszkania/km². Miasto zamieszkiwało 82,4% ludności białej, 15,44% ludności stanowili Afroamerykanie, 0,62% - rdzenni Amerykanie, 0,47% Azjaci, 0,37% ludność innej rasy, 0,69% ludności wywodzącej się z dwóch lub więcej ras. Hiszpanie i Latynosi stanowili 2,46% populacji.
Średni wiek mieszkańców wynosił w 2000 r. 34 lata. Na każde 100 kobiet przypadało 143,6 mężczyzn. Na każde 100 kobiet powyżej 18 roku życia przypadało 152,5 mężczyzn.
Średni dochód dla gospodarstwa domowego wynosił 35 650 dolarów, a dla rodziny - 45 557 dolarów. Dochody mężczyzn wynosiły średnio 26 105 dolarów, a kobiet 20 889 dolarów. Średni dochód na osobę w mieście wynosił 17 326 dolarów. Około 8,8% rodzin i 11,8% populacji miasta żyło poniżej minimum socjalnego, w tym 14% były to osoby poniżej 18 roku życia a 9,9% powyżej 65 roku życia.